# دياني إي. ماير
دياني إي. ماير (بالإنجليزية: Diane E. Meier)‏ هي طبيبة وبروفيسورة أمريكية، ولدت في 15 أبريل 1952 في برينستون في الولايات المتحدة.